# August Kasekamp
August Kasekamp, estonski general, * 21. januar 1889, † 3. oktober 1942.